# Moerckiaceae
Moerckiaceae är en familj av bladmossor. Moerckiaceae ingår i ordningen Pallaviciniales, klassen Jungermanniopsida, divisionen bladmossor och riket växter. Enligt Catalogue of Life omfattar familjen Moerckiaceae 3 arter. 
Kladogram enligt Catalogue of Life:
| Moerckiaceae | \| \| Hattorianthus \| \| \| \| \| \| mörkior \| \| \| \| |
|              | \| \| Hattorianthus \| \| \| \| \| \| mörkior \| \| \| \| |
|              | Hymenophytaceae                                           |
|              |                                                           |
|              | Pallaviciniaceae                                          |
|              |                                                           |
|              | Phyllothalliaceae                                         |
|              |                                                           |
|              | Sandeothallaceae                                          |
|              |                                                           |
|              | Hattorianthus                                             |
|              |                                                           |
|              | mörkior                                                   |
|              |                                                           |

|  | Hattorianthus |
|  |               |
|  | mörkior       |
|  |               |